# Sewāri
Sewāri är en ort i Indien.   Den ligger i distriktet Pāli och delstaten Rajasthan, i den nordvästra delen av landet, 600 km sydväst om huvudstaden New Delhi. Sewāri ligger 345 meter över havet och antalet invånare är 8 844.
Terrängen runt Sewāri är platt åt nordväst, men åt sydost är den kuperad. Runt Sewāri är det ganska tätbefolkat, med 172 invånare per kvadratkilometer. Närmaste större samhälle är Sādri, 18,4 km nordost om Sewāri. Trakten runt Sewāri består till största delen av jordbruksmark.